# Delftse Poort
Der Delftse Poort (auch Gebouw Delftse Poort) ist ein Hochhaus in Rotterdam. Das vom niederländischen Architekten Abe Bonnema konzipierte Gebäude wurde in den Jahren 1988 bis 1991 errichtet. Die Eröffnung fand im Mai 1992 statt. Bis Mai 2009 war es mit 151 Metern das höchste Gebäude von Rotterdam und das höchste der Niederlande. Hauptmieter ist die niederländische Versicherung Nationale-Nederlanden. Der gesamte Komplex besteht aus zwei Teilen: Delftse Poort 1 und Delftse Poort 2. Delftse Poort 2 hat eine Höhe von 93 Meter und 25 Stockwerke.